# Balquhidder
Balquhidder (in gaelico scozzese: Both Chuidir  o Both Phuidir ; in Scots: Bawhidder) è un villaggio della Scozia centrale, facente parte dell'area amministrativa di Stirling e situato sulle sponde del Loch Voil, nella zona delle Trossachs.
Il villaggio è storicamente legato al nome del fuorilegge ed eroe nazionale Rob Roy MacGregor.

## Etimologia
Il toponimo Balquhidder deriva dal gaelico Baile-chuil-tir, che significa "(la) fattoria lontana/remota".

## Geografia fisica

### Collocazione
Il villaggio di Balquhidder si trova lungo la sponda nord-orientale del Loch Voil, nella parte settentrionale delle Trossachs, a circa 20 km a nord/nord-ovest di Callander.

## Edifici e luoghi d'interesse

### Chiesa

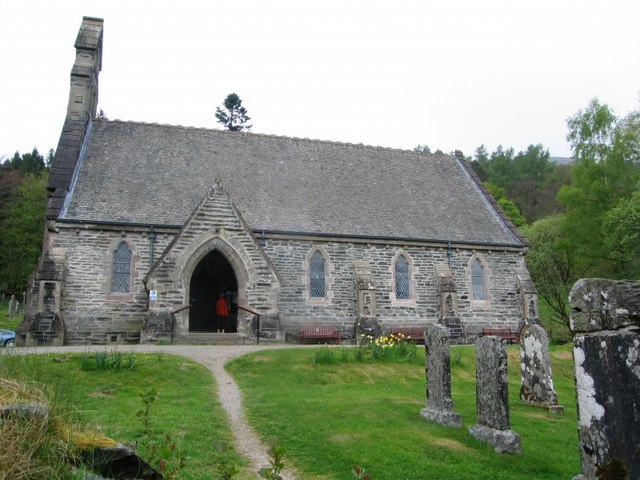
La chiesa di Balquhidder

Tra i luoghi d'interesse del villaggio vi è la chiesa locale, realizzata nel 1631 su progetto di David Murray. La chiesa sorgerebbe secondo la leggenda nel luogo in cui si troverebbe la tomba di Angus, un monaco vissuto tra il VII e l'VIII secolo.
Nel cimitero della chiesa si trova la tomba del brigante ed eroe leggendario Rob Roy MacGregor.